# Sopubia argentea
Sopubia argentea är en snyltrotsväxtart som beskrevs av William Philip Hiern. Sopubia argentea ingår i släktet Sopubia och familjen snyltrotsväxter. Inga underarter finns listade i Catalogue of Life.